# Kotlina (Kačanik)
Pour les articles homonymes, voir Kotlina.
Kotlinë en albanais et Kotlina en serbe latin (en serbe cyrillique : Котлина) est une localité du Kosovo située dans la commune/municipalité de Kaçanik/Kačanik, district de Ferizaj/Uroševac (Kosovo) ou district de Kosovo (Serbie). Selon le recensement kosovar de 2011, elle compte 416 habitants.

## Démographie

### Évolution historique de la population dans la localité
| 1948 | 1953 | 1961 | 1971 | 1981 | 1991 | 2011 |
| ---- | ---- | ---- | ---- | ---- | ---- | ---- |
| 586  | 620  | 567  | 545  | 502  | 471  | 416  |

|  |

### Répartition de la population par nationalités (2011)
En 2011, les Albanais représentaient 98,80 % de la population.